# 훈트 규칙
훈트 규칙(영어: Hund's rule)은 독일의 물리학자 프리드리히 훈트(Friedrich Hermann Hund)가 발견한, 다전자 원자의 바닥 상태를 결정하는 규칙이다. 총 세 규칙이 있으나, 흔히 첫 번째 법칙만을 일컫는 경우가 많다.

## 내용
1. 주어진 전자 배열에 대하여, 가장 큰 겹침 수를 갖는 전자 배치가 가장 낮은 에너지를 갖는다.(최대 겹침수의 법칙)
2. 주어진 겹침수에 대하여 총 궤도 각운동량 양자수가 가장 클 때 가장 낮은 에너지를 갖는다.
3. 주어진 전자 배열에 대하여 한 원자에서 최외각 부껍질(subshell)이 절반 이하로 채워졌을 때 총 각운동량 양자수 {\displaystyle J}가 가장 작은 에너지 준위가 가장 낮은 에너지를 갖는다. 만일 절반보다 많이 채워졌을 때는 {\displaystyle J}가 가장 큰 경우가 가장 낮은 에너지 준위이다.

## 최대 겹침수의 법칙
각 원자의 바닥 상태의 전자 배열은 에너지 상태가 같은 원자 궤도에 전자가 배치되지 않을 때, 최대한 홀전자 수가 많게 배치되며, 이 홀전자들의 스핀 양자수는 서로 같다는 규칙이다. 이는 전자가 같은 원자 궤도에 들어가, 쌍을 이룰 경우 전자 사이에 전기적 반발력이 작용하기 때문이다. 다음 표 상에서 전자를 ·라고 표기하고, 질소로 예를 들어보면, 1번 방식처럼 홀전자가 최대한 많게 배치된다는 것이다. 순서대로 전자를 채워 넣은 2번의 경우는 훈트 규칙에 위배된 경우이다.
|   | 1s | 2s | 2px | 2py | 2pz |
| - | -- | -- | --- | --- | --- |
| 1 | •• | •• | •   | •   | •   |
| 2 | •• | •• | ••  | •   |     |

원소에 전자가 배치될때는 전자간의 반발력을 최소화 하기 때문에 가능한 한 구형이 되도록 전자를 채워나가게 된다. 이때문에 예외적으로 훈트의 규칙을 만족하지 않는 원자가 있는데 24번 원자 Cr과 29번 원자 Cu이다. 이 원자들은 훈트의 규칙에 의하면 에너지 준위가 낮은 4s를 모두 채운 후 3d를 채우는 게 맞지만, 오비탈상에서 4s 오비탈에 전자가 2개가 들어가게 되면 3d 오비탈과 4s가 겹치는 부분이 최대 4개가 되기 때문에 4s오비탈에 1개만 채워서 3d와 4s오비탈이 겹치는 부분이 최대가 3개가 되도록 해 전자반발력을 최소화하면서 구형이 되는 방향으로 전자를 채워넣게 된다. Cr도 마찬가지로 4s와 3d 오비탈이 겹치는 부분이 최대 3개가 되는 쪽보단 2개가 되는 쪽으로 가기 때문에 4s와 3d 오비탈에 각각 한 개씩의 전자를 채워 넣게 된다.